# الدوري الياباني لكرة القدم للسيدات 1999
الدوري الياباني لكرة القدم للسيدات 1999 (باليابانية: 第11回日本女子サッカーリーグ) هو موسم من الدوري الياباني لكرة القدم للسيدات. فاز فيه ايغا إف سي كونواتشي ‏.